# Dachsbach
Dachsbach er en købstad (markt) i den mittelfrankiske Landkreis Neustadt an der Aisch-Bad Windsheim i den tyske delstat Bayern.

## Byvåben
Byvåbenet er talende og viser en grævling (tysk: Dachs) over en bæk (tysk: Bach). Skjoldet indeholder også et mindre skjold med Hohenzollern-våbenet.

## Geografi
Kommunen ligger i dalen til floden Aisch, og landsbyen Rauschenberg og bebyggelsen Ziegelhütte ligger i den sydlige del af Steigerwald.

### Nabokommuner
Nabokommuner er (med uret, fra nord): Uehlfeld, Weisendorf, Gerhardshofen og Gutenstetten.
Dachsbach udgør sammen med nabokommunen Gerhardshofen Verwaltungsgemeinschaft Uehlfeld.

### Inddeling
Kommunen består , udover Dachsbach, af landsbyerne Arnshöchstädt, Traishöchstädt, Göttelbrunn, Oberhöchstädt og Rauschenberg med bebyggelsen Ziegelhütte.

### Trafik
B 470 går fra nordøst mod sydvest gennem Dachsbach kommunes område.
Mellem 12. Juli 1904 og 30. maj 1976 forbandt Jernbanen Neustadt (Aisch)–Demantsfürth-Uehlfeld byen med Jernbanen Nürnberg–Würzburg; banen blev kaldt Aischtalbahn efter floden den gik langs med. Nu forbinder buslinjer Dachsbach med byerne omkring.